# Lorenzo Tañada

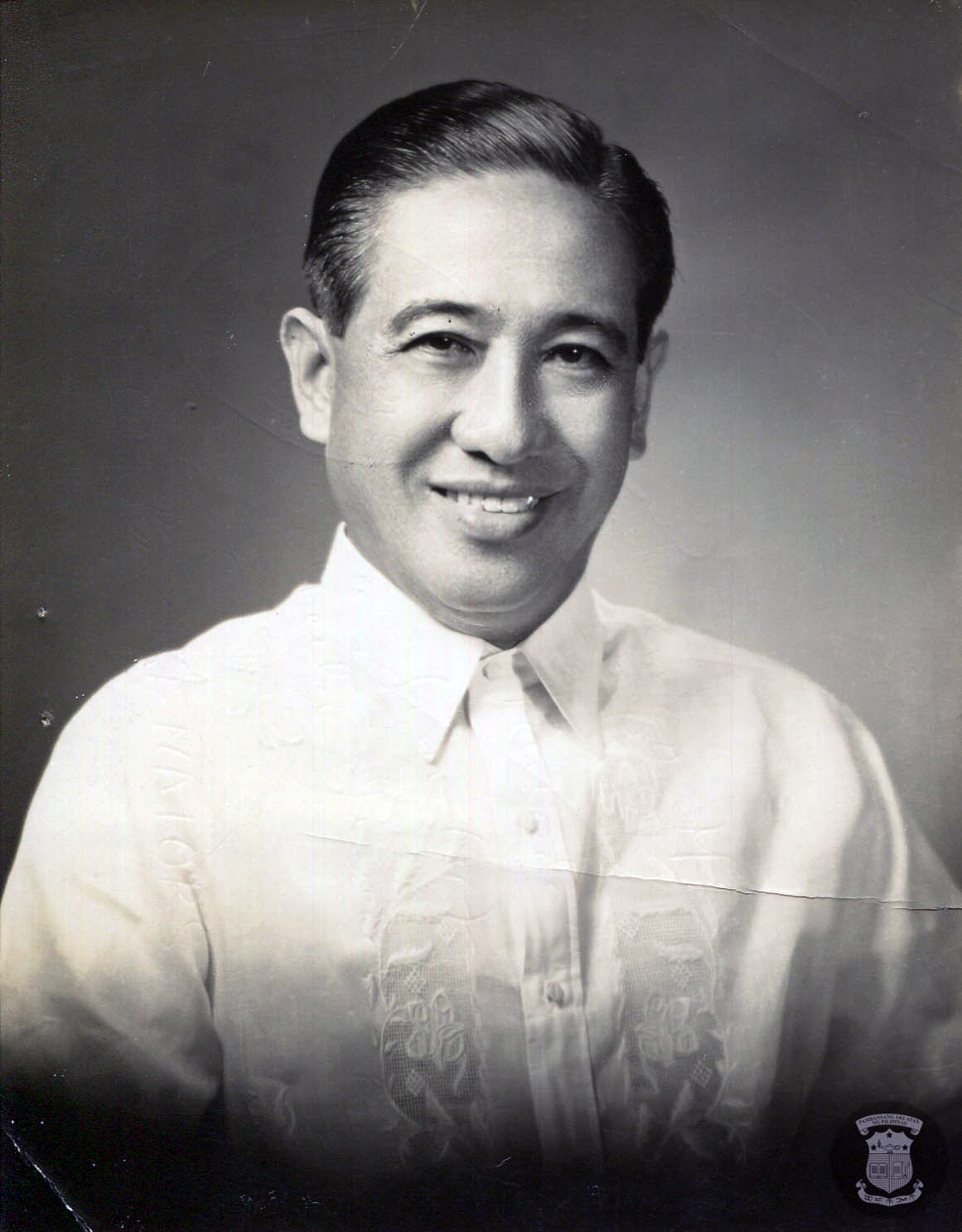

Lorenzo M. Tañada (Gumaca, 10 augustus 1898 - 29 mei 1992) was een Filipijns politicus. Tañada was van 1946 tot 1971 lid van de Filipijnse senaat en is daarmee langstdienende senator uit de geschiedenis van de Filipijnen. Tañada stond bekend als nationalist en fel tegenstander van de Amerikaanse militaire aanwezigheid in de Filipijnen.

## Biografie
Lorenzo Tañada werd op 10 augustus 1898 geboren in de gemeente Gumaca, enkele maanden voor het einde van de Spaanse kolonisatie van de Filipijnen. Zijn vader Capitan Vicente Lopez Tañada was in die tijd burgemeester (gobernadorcillo) van zijn geboorteplaats. Na de lagere school in Gumaca en Atimonan werd hij door zijn ouders bij de handelsschool aangemeld. Hij behaalde er zijn diploma als beste van zijn jaar. Aansluitend studeerde hij aan de University of the Philippines. In 1920 behaalde hij er zijn Bachelor of Arts-diploma en in 1924 volgde een Bachelor diploma rechten. In 1927 vertrok hij naar de Verenigde Staten, waar hij op kosten van de overheid mocht studeren aan Harvard University. In 1928 behaalde hij er zijn Masters-diploma. Van 1929 tot 1935 werkte hij voor stad Manilla. In 1935 werd hij partner bij Camus & Delgado Law Group, die later hun naam veranderden in Abad Santos, Camus, Delgado & Recto Law Group. Ook studeerde hij in die tijd nog naast zijn werk. In 1936 promoveerde hij op burgerlijk recht aan de University of Santo Tomas.
Na de Tweede Wereldoorlog was Tañada de aanklager in de processen tegen Filipino's die collaboreerden met de Japanse bezetters. Bij de verkiezingen van 1947 werd hij als kandidaat voor de Liberal Party gekozen tot senator. Het werd het begin van een lange periode in de Filipijnse Senaat die vier termijn duurde tot 1971. In die periode was hij onder andere van 1951 tot 1955 voorzitter van de invloedrijke Blue Ribbon committee. In 1955 was hij even Minority Leader van de senaat. Hij zette zich in voor de mensenrechten, was tijdens het bewind van Ferdinand Marcos een van de leidende figuren van de zogenaamde "parliaments of the streets"-protestacties en was groot tegenstander van de Amerikaanse aanwezigheid op de Filipijnen. In september 1991 maakte Tañada nog net het definitieve einde aan de Amerikaanse militaire aanwezigheid op de Filipijnen mee toen de Filipijnse Senaat, met daarin onder andere zijn zoon Wigberto Tañada, tegen de verlenging van het leasecontract voor Subic Naval Base stemde. Direct na de stemming ontving Tañada, die op de tribune toe had gekeken, een staande ovatie van de aanwezigen als eerbetoon aan zijn strijd.

## Privéleven
Tañada was getrouwd met Expedita Tañada († 11 december 2002). Samen kregen ze negen kinderen, waaronder voormalig senator Wigberto Tañada

## Bron
- (en)  Biografie Lorenzo Tañada[dode link], National Historic Institute

## Referentie
1. ↑  (en)  Lorenzo Tanada Philippine Politician, 93, The New York Times (29 mei 2992)